# Allopterus ornatum
Allopterus ornatum is een keversoort uit de familie winterkevers (Tetratomidae). De wetenschappelijke naam van de soort werd in 1880 gepubliceerd door Thomas Broun.